# Onthophagus murchisoni
Onthophagus murchisoni é uma espécie de inseto do género Onthophagus, família Scarabaeidae, ordem Coleoptera.

## História
Foi descrita cientificamente por Blackburn em 1892.